# Zentgrafenstraße
Zentgrafenstraßen sind nach dem Amt des Centenarius oder Zentgrafen benannte Straßen. Ursprünglich handelte es sich um einen bei den verschiedenen Germanenstämmen vom Volk gewählten Führer einer Hundertschaft. Später waren dies von den Grafen ernannte hohe Verwaltungsbeamte, z. B. Vorsteher von Zentgerichten, die zusammen mit Schöffen auch Todesstrafen verhängten.

## Bekannte Zentgrafenstraßen
- Zentgrafenstraße (Frankfurt am Main)
- Zentgrafenstraße (Kassel)
- Zentgrafenstraße (Schriesheim)